# 克努特·努达尔
克努特·努达尔（瑞典語：Knut Nordahl，1920年1月13日—1984年10月28日），瑞典男子足球运动员，司职中场。他曾代表瑞典国家队参加1948年夏季奥林匹克运动会足球比赛，获得一枚金牌。